# Evius prostrata
Evius prostrata är en fjärilsart som beskrevs av Rothschild 1910. Evius prostrata ingår i släktet Evius och familjen björnspinnare. Inga underarter finns listade i Catalogue of Life.